# Il sogno di Jerome
Il sogno di Jerome (Like Mike 2: Streetball) è un film direct-to-video del 2006 diretto da David Nelson.

## Trama
Il film parla di un ragazzo con il sogno di giocare a basket 3 contro 3 ad alti livelli che lo porterà a giocare una squadra professionista